# ليفان خمالادزي
ليفان خمالادزي (6 أبريل 1985 بتبليسي في جورجيا - ) هو لاعب كرة قدم جورجي في مركز الدفاع. شارك مع منتخب جورجيا تحت 19 سنة لكرة القدم ومنتخب جورجيا لكرة القدم. أما مع النوادي، فقد لعب مع نادي تشيخورا ساتشخيره ونادي دينامو تبليسي ونادي سيوني بولنيسي وهبوعيل حيفا ونادي بافوس وOthellos Athienou FC ‏.

## روابط خارجية
- ليفان خمالادزي على موقع قاعدة بيانات كرة القدم.إي يو (الإنجليزية)
- ليفان خمالادزي على موقع ناشيونال فوتبول تيمز (الإنجليزية)
- ليفان خمالادزي على موقع Soccerway.com (الإنجليزية)